# Hoheitszeichen Frankreichs
Das Hoheitszeichen Frankreichs wird seit 1953 verwendet. Ein offizielles Staatswappen besteht seit 1912 nicht mehr.

## Beschreibung
Das offizielle Staatssymbol Frankreichs wurde 1953 folgendermaßen festgelegt: Es ist ein blaues Oval, auf dem sich ein goldenes Liktorenbündel (Fascis) befindet. Dieses ist mit goldenen Bändern verschnürt und das goldene Beil darin nach links gewendet. Auf ihm ist ein goldenes Band gelegt, das den Wahlspruch Frankreichs Liberté, Egalité, Fraternité (Freiheit, Gleichheit, Brüderlichkeit) zeigt. Umgeben ist das Liktorenbündel von Eichen- und Lorbeerzweigen. Das blaue Oval ist von der Großmeisterkette (Collane) der Ehrenlegion begrenzt. Diese Form wurde erstmals 1905 zum Anlass des Staatsbesuches von Alfonso XIII. in Paris verwendet.
Inzwischen verwenden staatliche Behörden dieses offizielle Staatssymbol jedoch nur noch selten. Stattdessen wird ein inoffizielles Emblem verwendet, das nur das Liktorenbündel mit Eichen- und Lorbeerzweigen sowie eine Tafel mit der Aufschrift RF (République française) zeigt. Es ist auch auf Reisepässen zu sehen. 
Zudem wurde ein Logo für Behörden entworfen, das eine stilisierte Form des Emblems zeigt. 2018 wurde dort zusätzlich das Lothringerkreuz eingefügt. Ein anderes zeigt die französische Flagge mit der Silhouette der Marianne. 

Offizielles Logo der Französischen Republik (Verwendung durch die französische Verwaltung)
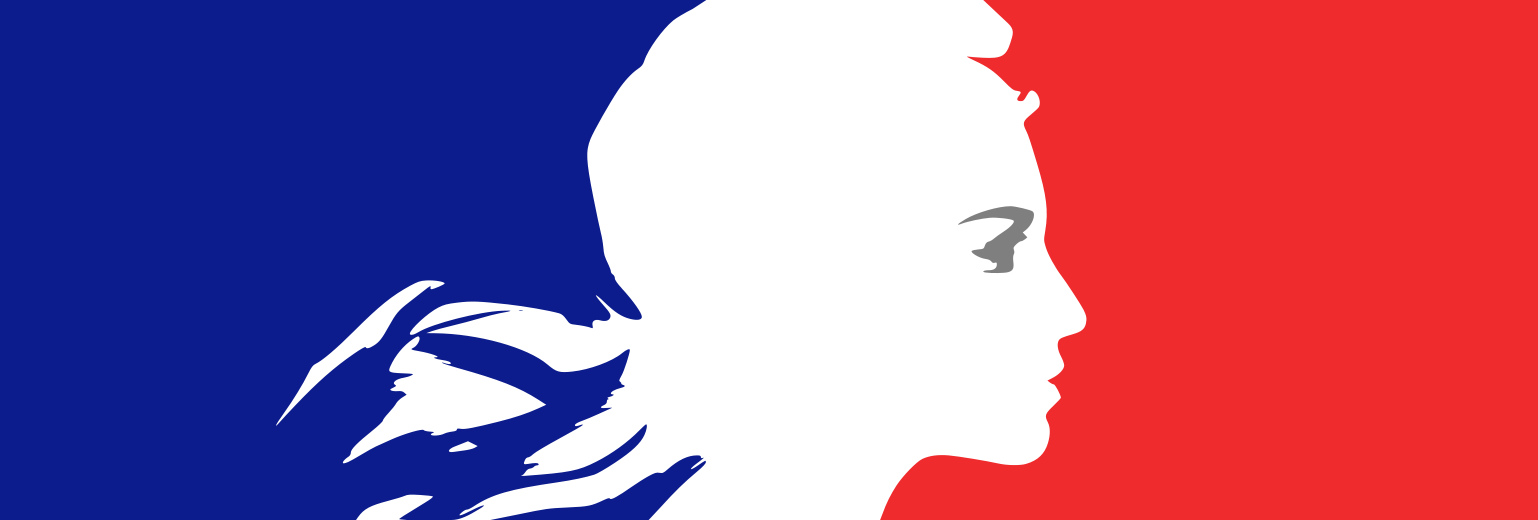
Logo mit Marianne
Französischer Reisepass mit neuem Emblem

## Großes Siegel
Das Große Siegel der Französischen Republik wurde 1848 eingeführt und wird bis heute auf besonders wichtigen, offiziellen Dokumenten (wie Verfassungsänderungen) angebracht. Es wird vom Siegelbewahrer von Frankreich aufbewahrt – ein Amt, das bis heute existiert und inzwischen vom Justizminister wahrgenommen wird. Das Siegel zeigt auf der Vorderseite eine sitzende Libertas (ähnlich der Darstellung der Freiheitsstatue) mit Fascis, Pinne und gallischen Hahn. Zu ihren Füßen steht eine Urne mit der Aufschrift „SU“ (für Suffrage Universel, französisch für „allgemeines Wahlrecht“). Neben ihr stehen Symbole der Kunst, Architektur, Bildung und Landwirtschaft. Der Wahlspruch RÉPUBLIQUE FRANÇAISE, DÉMOCRATIQUE, UNE ET INDIVISIBLE bedeutet „Französische Republik, demokratisch, einig und unteilbar“. Auf der Rückseite des Siegels steht AU NOM DU PEUPLE FRANÇAIS („im Namen des französischen Volkes“), umrahmt von Eichenlaub und dem Nationalmotto LIBERTÉ, ÉGALITÉ, FRATERNITÉ.

## Geschichte
Nach der Französischen Revolution wurden alle Embleme entfernt, die sich auf die Monarchie bezogen. Dies hatte zur Folge, dass Frankreich der einzige europäische Staat ist, der kein Staatswappen führt.
Das heutige Staatssymbol wurde 1905 eingeführt und 1953 durch die Großmeisterkette der Ehrenlegion ergänzt.
| Symbol | Bemerkungen | Zeitraum             |
| ------ | --- | -------------------- |
|        | Mittelalterliches Wappen, Königlicher Wappenschild in blau besät mit goldenen Lilien. Zwischen 1305 und 1328 wurde von Ludwig X. zeitweise auch ein zweigeteilter Schild mit dem Wappen Navarras geführt. | vor 1376             |
|        | Frühneuzeitliches Wappen, Königlicher Wappenschild in blau mit drei goldenen Fleurs de lys (stilisierten Lilien) auf blauem Schilde | 1376–1469            |
|        | Mit der Gründung des Ordre de Saint-Michel wurde dessen Collane in das Wappen eingefügt, 1578 folgte der Orden vom Heiligen Geist. Zwischenzeitlich hatte Franz I 1515 eine neue, geschlossene Krone eingefügt. | 1469–1589            |
|        | Das Wappen des Ancien Régime, wie es bis zur Revolution verwendet wurde, seit der Thronbesteigung Heinrichs IV., König von Navarra und König von Frankreich | 1589–1792            |
|        | Alternatives königliches Wappen | 1790–1792            |
|        | Emblem der Ersten Französischen Republik | 1791–1804            |
|        | Das Wappen der Ersten Französischen Republik unter Napoleon Bonaparte mit einem goldenen Adler im römischen Stil, Donnerkeile und Blitze in seinen Klauen haltend, in blauem Wappenschilde | 1799–1804            |
|        | Das Wappen des Ersten Kaiserreiches unter Napoleon Bonaparte | 1804–1814            |
|        | Mit der Restauration gelangte das Haus Bourbon mit Ludwig XVIII. und Karl X. erneut an die Macht. | 1814–1830            |
|        | Am Beginn der Julimonarchie legt Louis-Philippe I. durch Anordnung vom 13. August 1830 das Wappen und Siegel Frankreichs fest: „À l’avenir le sceau de l’État représentera les armes d’Orléans surmontées de la couronne fermée, avec le sceptre et la main de justice en sautoir, et des drapeaux tricolores derrière l’écusson.“ | 1830–1831            |
|        | Wappen der Julimonarchie bis zur Februarrevolution 1848 | 1831–1848            |
|        | Wappen der Zweiten Französischen Republik unter Louis-Napoleon Bonaparte (bis heute Großes Siegel Frankreichs) | 1848–1852            |
|        | Das Wappen des Zweiten Kaiserreiches unter Napoleon III. nach dem Vorbild des ersten Kaiserreiches | 1852–1870            |
|        | Hoheitszeichen für diplomatische Vertretungen der Dritten Republik | 1880–1898            |
|        | Staatssymbol, wie es für die Dritte Republik neu geschaffen wurde | 1898–1905            |
|        | Überarbeitetes Staatssymbol der Dritten sowie später Vierten Republik | 1905–1953            |
|        | Staatssymbol des Vichy-Regimes | 1940–1944            |
|        | Emblem von Philippe Pétain, dem Staatschef von Vichy-Frankreich (hier in der Variante mit dem Motto des Regimes: „Arbeit, Familie, Vaterland“). Obwohl die Franziska nur ein persönliches Emblem war, wurde es vom Regime auf offiziellen Dokumenten und als Wappen genutzt.                                                       | 1940–1944            |
|        | Staatssymbol der Fünften Republik | 1953–heute (de jure) |